# Насир Хосров
Наси́р Хосро́в (перс. ناصر خسرو‎; Кубадиян, 1004 — Ямган, 1088) — исмаилитский философ, поэт, путешественник, проповедник (да'и) и один из величайших писателей в персидской литературе. Первую половину своей жизни провёл при дворе Газневидов, а позже Сельджукидов, занимая должность в финансово-податном ведомстве. В возрасте около 40 лет пережил духовный кризис, оставил двор и принял исмаилизм. Совершил семилетнее путешествие, во время которого посетил Иран, Армению, Азербайджан, Сирию, Иерусалим и Палестину, несколько раз совершил паломничество (хадж) в Мекку, а также провёл несколько лет в Каире, столице Фатимидского халифата, где поближе познакомился с доктриной исмаилизма. Умер в 1072 г., по другим данным в 1088 г. в Ямгане (территория современного Афганистана).
Поэзия Насира Хосрова оказала влияние на развитие жанра касыды (оды). Его стихи (диван) присутствуют в каждой главной антологии персидской поэзии, начиная с 1077 г. Сегодня его прозу и поэзию изучают школьники в Иране и в Таджикистане, его касыды известны в сообществах Центральной Азии.

## Биография

### Происхождение. Ранние годы
Полное имя: Абу́ Муи́н Хами́д ад-Ди́н Наси́р ибн Хосро́в ибн Хари́с аль-Кубадияни́ аль-Марвази́ (перс. ابو معین حمید الدین ناصر بن خسرو بن هریس الکوبادیانی المروازی‎). Родился в 394/1004 году в Кубадияне близ Балха, в то время входившего в состав области Мерв, в провинции Хорасан. Ныне на территории Шахритусского района Таджикистана сохранились развалины этого древнего города, бывшего некогда крупным торгово-ремесленным центром. Насир Хосров происходил из довольно богатой семьи иранского происхождения, члены которой имели земельные угодья и занимали административные посты. Исходя из этого можно предположить, что Насир был образован, знал литературу, был сведущ в науке своего времени, изучал арабский язык, хадисы и Коран. В юности, о которой известно лишь несколько деталей, он много путешествовал и вёл привычную рассеянную жизнь придворного (по словам самого поэта, пил много вина, писал любовные стихи, проводил свои дни в увеселениях), имея доступ ко двору Газневидов в Балхе; всё это продолжалось до тех пор, пока в 431/1040 году Хорасан не стал владением Сельджуков.

### Обращение в исмаилизм
В возрасте около 40 лет Насир испытал духовное обновление, что совершенно изменило его жизнь. В результате этого опыта, который он передаёт символически как сон, а также в исповеди, положенной на стихи в пространной касыде, адресованной проповеднику (да'и) аль-Муайяд фи-д-Дину аш-Ширази, он отверг плотские удовольствия и отказался от должности в Мерве. Сам поэт в «Сафар-наме» (Книге о путешествии) пишет об этом так: 
Как-то ночью приснилось мне, что кто-то говорит: «Долго ли ты будешь пить это вино, которое лишает человека рассудка? Пора бы тебе образумиться». Я ответил: «Мудрецы не смогли придумать ничего лучше, что отгоняло бы мирские заботы». Голос сказал: «Бесчувствие и беспамятство не есть покой. Нельзя назвать мудрецом того, кто указывает человеку путь к бесчувствию. Напротив, надо искать что-нибудь, что могло бы приумножить силы разума и рассудка». — «Откуда же мне взять это?», — спросил я. «Ищущий да обрящет», — ответил он и указал в направлении киблы. Больше он уже ничего не говорил. Проснувшись, я вспомнил всё. Сон произвёл на меня неизгладимое впечатление, и я молвил про себя: «Я очнулся после вчерашнего сна, пора мне пробудиться и от моей сорокалетней спячки. Я понял, что не добьюсь счастья, пока не переменю своих дел и привычек».
В 1045—52 гг. Насир совершил путешествие по Ближнему Востоку, паломничество (хадж) в Мекку и Иерусалим. Это семилетнее странствование, описанное в его «Сафар-наме», привело его в столицу Фатимидов, куда он прибыл в 439/1047 году одновременно с аль-Муайядом. В Каире Насир прошёл курс интенсивного обучения и получил высокое звание в да'ва. За это время ему удалось лицезреть халифа аль-Мустансира, и, вероятно, именно в тот период он установил близкие отношения и с да'и аль-Муайядом. По мнению исламоведов В. А. Иванова и А. Корбена, Насир вероятно уже был исмаилитом, обратившись из двунадесятничества ещё до отъезда в Египет.

### В качестве да'и
В 444/1052 г. Насир вернулся в Балх и немедля стал проповедовать исмаилизм, начав карьеру фатимидского да'и или, по его собственным словам, худжжа («доказательство»), то есть главного да'и Хорасана. Он основал в Балхе свою тайную штаб-квартиру, откуда распространял фатимидский да'ва в Нишапур и другие районы Хорасана: Табаристане и других прикаспийских провинциях Северной Персии, которые посещал лично. Успехи его деятельности привели к усилению враждебности суннитских «улемов» и их сторонников, что поставило под угрозу жизнь Насира. Эти враждебно настроенные теологи-сунниты обвинили его в отходе от религии (мулхид) и инакомыслии, карматстве и рафидизме. Дом его был разрушен, а сам Насир Хосров был вынужден бежать из Хорасана в долину Ямган на Памир, где нашёл приют и покровительство у своего друга и единоверца Абу аль-Ма'али Али ибн аль-Асада — независимого исмаилитского эмира. Согласно Насиру Хосрову, по какой-то причине Али был вынужден бежать и некоторое время находился в изгнании, однако затем вновь стал верховным правителем Бадахшана. Благодаря поддержке эмира Насиру удалось собрать в Ямгане много своих последователей и превратить город в цитадель исмаилизма.
Вероятно, именно в этот период изгнания Насир Хосров охватил исмаилитской проповедью весь Бадахшан (разделённый ныне Пянджем (Оксом, или Амударьей) между Афганистаном и Таджикистаном), поддерживая переписку с да'и ад-ду'ат аль-Муайядом и центральным штабом да’ва в Каире. Исмаилиты Бадахшана и связанные с ними общины Гиндукуша (в Хунзе и других северных районах Пакистана) считают Насира основателем своих общин и уважительно именуют его пир, шах или саййид Насир.

## Смерть
Точная дата смерти Насира Хосрова неизвестна, это произошло приблизительно после 465/1072—1073 г.. В ямганской касыде упоминается о том, что ему исполнилось уже 70 лет. В труде «Таквим ат-таварих» («Упорядочение истории»), написанном в 1648 г. османским учёным Хаджи Халифой (1609—1657), более известным как Катиб Челеби, говорится, что Насир Хосров скончался в 1088 г.. Мавзолей Насира Хосрова, известный как «Хазрат Саййид Шах Насир», до настоящего времени находится на холме близ селения Джирм в окрестностях Файзабада, столицы афганской провинции Бадахшан. Эпитафия подтверждает обновление скромного мавзолея в 1109/1697 г..

## Творчество

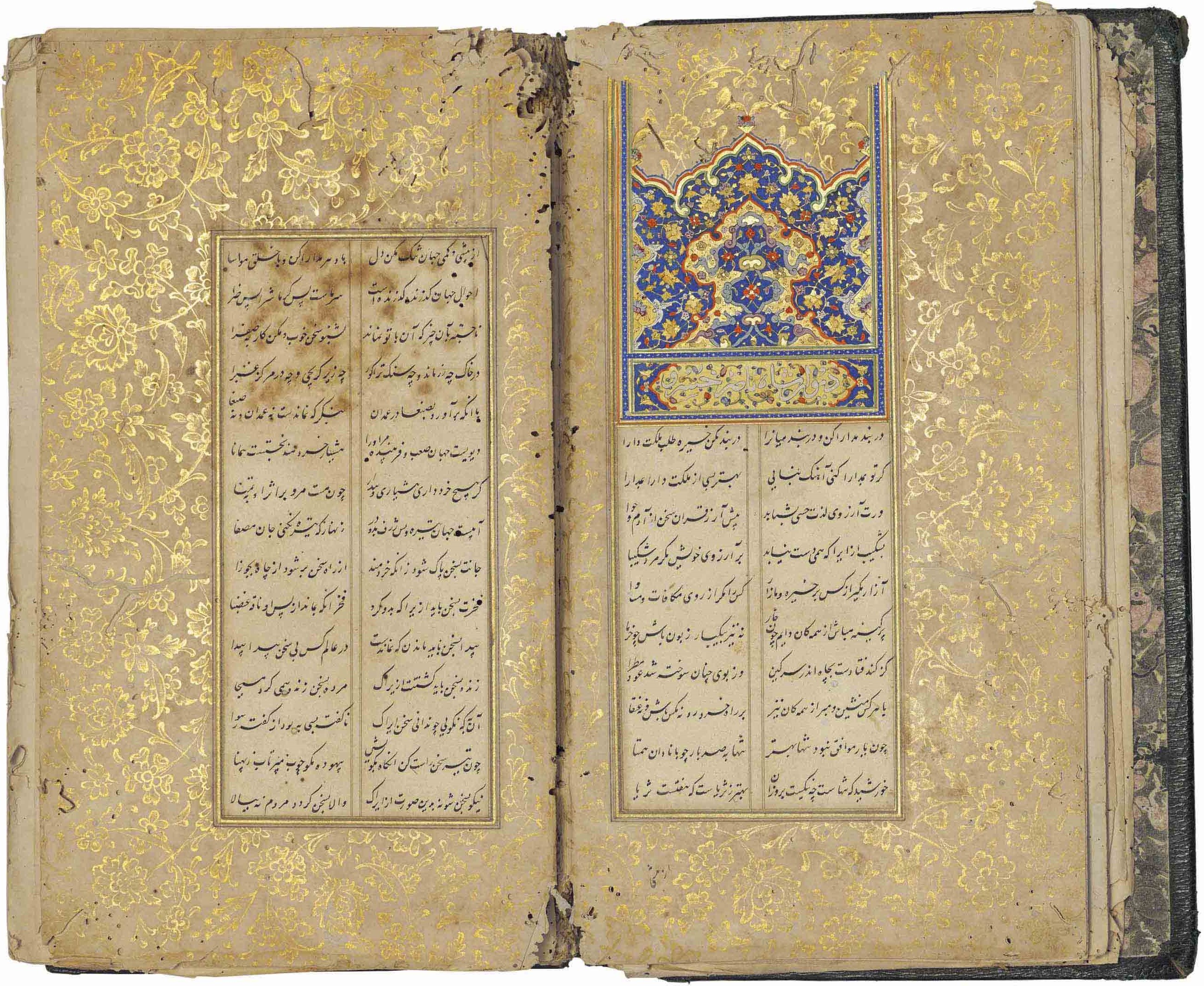
Копия «дивана» Насира Хосрова, созданного в 1621 г. в Хайдарабаде

Насир Хосров является основоположником жанра философско-дидактической касыды (оды). Он одним из первых в Хорасане начал создавать религиозные и философские произведения на персидском языке, заложив основы новоперсидской словесности. Как лидер исмаилитского призыва в Хорасане, он оставил ряд прозаических трудов, раскрывающих положения исмаилитской доктрины. При этом существенно, что все они написаны на персидском языке. В настоящее время шесть из них изданы по рукописям, некоторые труды или отдельные их части переведены на европейские языки: «Гушайиш ва рахайиш» («Раскрытие и освобождение»), «Джами аль-хикматайн» («Свод двух мудростей»), «Хан аль-ихван» («Трапеза братьев»), «Шиш фасл» («Шесть глав»), «Ваджх-и дин» («Лик веры»), «Зад аль-мусафирин» («Припас путников»). Помимо вышеперечисленных трактатов, сам Насир Хосров упоминал ещё несколько работ, написанных на арабском языке, которые до сего момента не обнаружены.
Ему принадлежит также «Диван» (собрание стихотворений, около 12 тысяч бейтов). В «Диване» в основном представлен жанр касыды, но также содержатся и более короткие стихотворения, и четверостишия (кыта и рубаи). Из его творчества сохранилось около ста бейтов.

## Память
- В Таджикистане в честь Насира Хосрова назван район, джамоат, ряд улиц и сёл.

### Комментарии
1. ↑  Его имя также транслитерируется как Насир Хусрав и Насир-и Хусрав[1].

### Книги
- Дафтари Фархад. Краткая история исмаилизма. Традиции мусульманской общины :  [рус.] = A Short History of the Ismailis: Traditions of a Muslim Community. — М.; СПб. : АСТ; Ладомир, 2004. — 288 с. — (Историческая библиотека). — ISBN 51-70-21160-0. — ISBN 978-5-170-21160-9.
- Хансбергер Э. К. Насир Хусрав — рубин Бадахшана: Портрет персидского поэта, путешественника, философа / Пер. с англ. Л. Р. Додыхудоевой. — М. : Ладомир, 2005. — 288 с. — ISBN 5-86218-389-1.
- Дафтари Фархад. Исмаилиты: их история и доктрины :  [рус.] = The Isma'ilis: Their History and Doctrines / предисловие Вилферда Маделунга; перевод Лейлы Р. Додыходоевой при научной ред. О. Ф. Акимушкина. — М. : Наталис, 2011. — 847 с. — 1000 экз. — ISBN 58-062-0341-7. — ISBN 978-5-806-20341-1.
- Васильцов К. С. Из истории исмаилитского призыва в Бадахшане // Таджики: истории, культура, общество. — СПб, 2014. — С. 190—210.
- Рейснер М. Л. Персидская религиозно-мистическая поэзия XI—XV вв. — Казань : Издательство Казанского университета, 2015. — 224 с. — ISBN 978-5-00019-494-2.
- Мамадназаров Мунавар. Архитектурная Одиссея. «Сафарнама» Насира Хусрава. — М. : Прогресс-Традиция, 2017. — 276 с.

### Статьи
- Наси́р Хусра́в : [арх. 21 февраля 2023] / Додыхудоева Л. Р. // Нанонаука — Николай Кавасила [Электронный ресурс]. — 2013. — С. 105. — (Большая российская энциклопедия : [в 35 т.] / гл. ред. Ю. С. Осипов ; 2004—2017, т. 22). — ISBN 978-5-85270-358-3.
- Каландаров  Т. С. Агиография «апостола памирских исмаилитов» (к 1000-летию Носира Хосрова) // Этнографическое обозрение. — 2004. — ISSN 0869-5415.
- Корнеева Т. Г. Насир Хусрав: биография и творчество философа-исмаилита // Философия и культура. — 2015. — С. 830—842. — doi:10.7256/1999-2793.2015.6.12600.
- Корнеева Т. Г. Мост С̣ирāт̣ как путь к Истине: истолкование Насира Хусрава // Вестник РУДН. — 2018. — Т. 22. — (Философия). — doi:10.22363/2313-2302-2018-22-2-226-235.